# Purbeck District
Purbeck war bis 2019 ein District in der Grafschaft Dorset in England, der nach der Halbinsel Isle of Purbeck benannt war. Verwaltungssitz war Wareham.
Der District wurde am 1. April 1974 gebildet und entstand aus der Fusion des Municipal Borough Wareham, des Urban District Swanage und des Rural District Wareham and Purbeck. Zum 1. April 2019 ging der District in der neuen Unitary Authority Dorset auf.

## Ortschaften
Orte mit mehr als 2,500 Einwohner sind fett geschrieben.
- Acton, Affpuddle, Arne
- Bere Regis, Bloxworth
- Chaldon Herring, Church Knowle, Coombe Keynes, Corfe Castle
- East Lulworth, East Stoke
- Harman’s Cross
- Kingston, Kimmeridge
- Langton Matravers, Lytchett Matravers, Lytchett Minster
- Morden, Moreton
- Ridge
- Steeple, Stoborough, Stoborough Green, Studland, Swanage
- Turners Puddle
- Wareham, West Lulworth, Winfrith Newburgh, Wool, Worgret, Worth Matravers
- Upton, Lytchett Minster and Upton

Koordinaten: 50° 41′ N, 2° 7′ W